# Grupa Operacyjna gen. Kruszewskiego
Grupa Operacyjna gen. Jana Kruszewskiego – grupa operacyjna Wojska Polskiego w czasie kampanii wrześniowej.

## Utworzenie
Celem poprawy struktury dowodzenia Armii „Prusy”, w jej obszar działania skierowany został sztab Grupy Operacyjnej zmobilizowany 30 sierpnia 1939. Podstawą organizacji grupy było zarządzenie rozkazem dowódcy KOP L.7718 z 30 sierpnia 1939 jego formowania. Sztab Grupy Operacyjnej (KOP) powstał poprzez wydzielenie z dowództwa Korpusu Ochrony Pogranicza w Warszawie części personelu, w związku z przejściem dowództw KOP na nową organizację wojenną. Jej dowódcą mianowano gen. bryg. Jana Kruszewskiego, który zameldował się 3 września w sztabie armii odwodowej z zamiarem objęcia dowodzenia jednym ze zgrupowań armii. Dowódca armii gen. Stefan Dąb-Biernacki nie powierzył mu jednak tej funkcji i zatrzymał go (wraz ze sztabem) na swoim stanowisku dowodzenia do swojej dyspozycji.
17 września dokonano reorganizacji sił Frontu Północnego, dzieląc go na trzy zgrupowania: Zgrupowanie Kawalerii gen. Andersa, Grupę Operacyjną gen. Jana Kruszewskiego i Armię gen. Emila Krukowicza-Przedrzymirskiego.

## Działania bojowe
18 września do dowództwa Frontu Północnego dotarła wiadomość o ostatnim przed opuszczeniem kraju rozkazie Naczelnego Wodza marsz. Rydza Śmigłego, kierującym wojska w kierunku granicy z Rumunią lub Węgrami. Dowódca frontu gen. Stefan Dąb-Biernacki postanowił opanować rejon Zamościa i stąd, działając na Lwów i Gródek Jagielloński, dążyć do połączenia z Frontem Południowym gen. Kazimierza Sosnkowskiego. W tym celu  nakazał gen. Janowi Kruszewskiemu uderzyć na Zamość, zdobyć miasto i tym samym otworzyć drogę na Lwów. Zadanie to wykonać miała, maszerująca na czele wojsk grupy, 39 Dywizja Piechoty gen. Bruno Olbrychta. Dowódca dywizji zdecydował wcześniej uderzyć na Krasnystaw. Jej siły główne zmierzały przez Pawłów, Rejowiec w kierunku Skierbieszowa, a 9 pułk piechoty w kolumnie bocznej maszerował na Pańską Dolinę. Napotkawszy Niemców w Krasnymstawie, pułk zaatakował w nocy z 18 na 19 września siłami tylko jednego batalionu i oddziału kawalerii ppłk. Józefa Trepto. Atak z marszu nie powiódł się i gen. Olbrycht skierował dodatkowo do natarcia odwodowy 95 pułk piechoty pod dowództwem płk. Bronisława Ducha.
Uderzenie nie przyniosło oczekiwanych efektów, a niemiecka 4 Dywizja Piechoty skutecznie kontratakowała. 19 września przybył pod Krasnystaw gen. Dąb-Biernacki i nakazał 39 DP osłonić się od strony miasta, obejść je i uderzyć na Zamość. Do natarcia na Zamość nakazał zaangażować także oddziały 29 Brygady Piechoty płk. Jana Bratry. W nocy z 19 na 20 września 19 Dywizja Piechoty oderwała się od nieprzyjaciela i ruszyła w kierunku Majdanu Skierbiszowskiego, a 29 Brygada Piechoty uderzyła na Zamość. Kontrataki niemieckie odrzuciły włamujące się do miasta pododdziały brygady i Zamościa nie udało się opanować. Brygada obsadziła wzgórza w rejonie Wisłowiec–Udrycze–Dębowiec–Łaziska, wysuwając czaty w kierunku Sitańca, Sitna i Horysza Polskiego.
W czasie kiedy walczono o Zamość, do sztabu Frontu Północnego dotarła wiadomość o bitwie toczonej przez Armię „Lublin” gen. Tadeusza Piskora w okolicach Tomaszowa Lubelskiego. Dowódca frontu gen. Dąb-Biernacki podjął decyzję o marszu z odsieczą. Nakazał 39 Dywizji Piechoty i 29 BP ominąć Zamość i podjąć marsz na Tomaszów. W nocy z 20 na 21 września dywizja gen. Olbrychta stanęła pod Cześnikami i już rano starła się z niemiecką 4 Dywizją Lekką. Znalazłszy się w ciężkiej sytuacji, Niemcy prosili o pomoc. Z odsieczą pośpieszyła 27 Dywizja Piechoty. Jej 40 pułk piechoty rozwinął natarcie pod Barchaczowem. Rozgorzały ciężkie dwudniowe walki, w których obie strony poniosły duże straty. Gdy niemieckie natarcie 40 pp utknęło, skierowano na południe od niego 63 pułk piechoty, a po południu do walki włączył się przybyły z Rudki 91 pułk piechoty tej dywizji.
Dowódca 39 DP gen. Olbrycht też skierował do działań dodatkowe siły. Miało więc wziąć w nim udział osiem batalionów piechoty zgrupowań podpułkowników Zygmunta Bierowskiego i Kazimierza Gołkowskiego pod ogólnym dowództwem dowódcy piechoty dywizyjnej płk. Bronisława Ducha. Pod silnymi atakami 39 Dywizji Piechoty Niemcy ugięli się i rezygnując z natarcia przeszli do obrony. W tej sytuacji wprowadzili do walki kolejne pułki 27 DP. Walki toczyły się  a na dużym obszarze w rejonie Tarnawatka–Komarów–Barchaczów. Trwający przez dwa dni bój nie przyniósł rozstrzygnięcia. Niemcy, mimo przewagi, nie zdołali zniszczyć polskiej dywizji; Polacy zaś nie mieli siły, aby przełamać obronę nieprzyjaciela.
W tym samym czasie, w ciągu nocy z 20 na 21 września i w ciągu dnia, 10 Dywizja Piechoty gen. Franciszka Dindorfa-Ankowicza przemieszczała się z rejonu Pawłowa do lasów w okolicach Ministrówki. W czasie przemarszu 28 pułk piechoty płk. Wincentego Kurka stoczył potyczkę pod Bończą, w której odrzucił niemiecki oddział z kierunku Krasnegostawu, i drugą w rejonie Podwysokie. W rejon na północny zachód od 10 Dywizji Piechoty przesunięta została Mazowiecka Brygada Kawalerii płk. Jana Karcza i w tym rejonie oddana czasowo pod rozkazy gen. Kruszewskiego.
Podczas gdy toczyły się jeszcze walki pod Cześnikami, armia gen. Przedrzymirskiego zaatakowała pod Tomaszowem Lubelskim niemiecki VIII Korpus Armijny gen. Ernsta Buscha. Walki pomiędzy Zamościem a Tomaszowem Lubelskim przybrały na sile. Dowódca niemieckiej 14 Armii gen. Wilhelm List i dowódca polskiego frontu gen. Dąb-Biernacki przygotowywali się do decydującej bitwy na 23 września. W planowanym natarciu zgrupowanie gen. Kruszewskiego miało uderzyć na Suchowolę i Krasnobród. Do natarcia nie doszło, gdyż działania polskie uprzedzili Niemcy uderzając 27 Dywizją Piechoty na polskie zgrupowanie pod Łabuniami i Krynicami.
Pod wieczór 23 września wojska Frontu Północnego zostały otoczone z trzech stron i miały odciętą drogę na południe. Gen. Dąb-Biernacki rozwiązał  dowództwo Frontu, a gen. Przedrzymirskiego upoważnił do rozpoczęcia rozmów kapitulacyjnych. Ten ostatni nie złożył broni, rozwiązał swój sztab i dołączył do 41 Dywizji Piechoty gen. Wacława Piekarskiego. Generał Przedrzymirski zamierzał oderwać się od nieprzyjaciela pod osłoną nocy i pomaszerować w rejon Suchowoli. Następnie, wspólnie z grupą gen. Kruszewskiego, po przeprawie przez Wieprz pod Krasnobrodem, chciał całością sil przedzierać się na Węgry. Grupa gen. Kruszewskiego, we współdziałaniu z nacierającą od Bożej Woli Mazowiecką Brygadą Kawalerii, miała opanować Suchowolę. Po zdobyciu miejscowości zamierzano przeprowadzić decydujące natarcie na Krasnobród. Działania te zamierzano przeprowadzić tak, aby wykorzystać ewentualny odwrót Niemców na linię demarkacyjną na Wiśle, unikając jednocześnie spotkania z maszerującą na zachód Armią Czerwoną.
Za cenę dużych strat Suchowola została zdobyta i oddziały polskie skierowały się pod Krasnobród i Józefów. Po zaciętej walce spotkaniowej, stoczonej w nocy z 25 na 26 września z oddziałami niemieckiej 8 Dywizji Piechoty i działaniami oskrzydlającymi związków taktycznych VII KA  gen. Schoberta, zdecydowano się na rozmowy kapitulacyjne. W tym czasie oddziały Armii Czerwonej były już w odległości  zaledwie o 6–10 km od pola bitwy. W tej sytuacji gen. Przedrzymirski zorganizował naradę z udziałem generałów Kruszewskiego, Dindorfa-Ankowicza, Piekarskiego i Wołkowickiego (w części narady uczestniczył również gen. Olbrycht). Biorąc pod uwagę, że położenie było katastrofalne, brakowało amunicji i żywności, opracowany został następujący dokument:
Mp las północ Górecko Kościelne. 26.IX.1939 r. godz. 15. Do dowództwa wojsk niemieckich.
W wytworzonej sytuacji uważamy nasz obowiązek żołnierski za wypełniony do końca i dalszą walkę za bezcelową. Prosimy o wyznaczenie nam punktu przejścia, przez który oddziały polskie mogłyby przekroczyć front niemiecki w kierunku zachodnim.
Podpisy:
Dowódca armii – gen. Przedrzymirski
Dowódca Grupy Operacyjnej – gen. Kruszewski.
27 września oddziały armii gen. Przedrzymirskiego i gen. Kruszewskiego zaczęły składać broń na rynkach Tereszpola i Kukiełek. Niektóre oddziały nie zaakceptowały kapitulacji i podjęły próbę przebicia się w stronę Karpat i granicy.

## Struktura organizacyjna
17 września
- Dowództwo Grupy
- 39 Dywizja Piechoty
  - 94 pułk piechoty
  - 95 pułk piechoty
  - 8 pułk piechoty Legionów (z 3 DP Leg)
  - 9 pułk piechoty Legionów (z 3 DP Leg)
- 10 Dywizja Piechoty
  - 28 pułk piechoty
  - 10 pułk artylerii lekkiej
  - I dywizjon 54 pułku artylerii lekkiej
  - lubelskie bataliony wartownicze
- 29 Brygada Piechoty płk. Jana Bratry
  - 1 pułk piechoty
  - 2 pułk piechoty
  - 3 pułk piechoty
  - 6 pułk strzelców podhalańskich
- oddział ppłk. Edwarda Wani
  - II batalion 115 pułku piechoty
  - cztery szwadrony kawalerii.

Grupa operacyjna liczyła około 16 tysięcy żołnierzy i 100 dział.